# Game Arts
Game Arts är ett japanskt TV-spelsföretag baserat i Tokyo, Japan. Mest kända spel är Grandia- och Lunar- serierna. Företaget har aldrig själva varit närvarande i Europa, utan deras spel har släppts av andra, redan Europabaserade företag så som Ubisoft, Square Enix eller ESP Software.

## Fotnoter
1. ↑  hämtat från: ryskspråkiga Wikipedia.[källa från Wikidata]
2. ↑  hämtat från: tyskspråkiga Wikipedia.[källa från Wikidata]
3. ↑  hämtat från: engelskspråkiga Wikipedia.[källa från Wikidata]
4. ↑  hämtat från: franskspråkiga Wikipedia.[källa från Wikidata]